# カリフォルニア・ジャム
カリフォルニア・ジャム (California Jam、またはCal Jamとしても知られる) は、1974年4月6日、アメリカ合衆国カリフォルニア州オンタリオにあるオンタリオ・モーター・スピードウェイにて開催されたロック・フェスティバル。主催はアメリカのABCエンターテインメント。

## カリフォルニア・ジャム 1974
前売り券は10ドル、当日券は15ドルで売り出された。チケットの売り上げ数から集まった聴衆の数は25万人と推定されている。総演奏時間は約11時間におよび、この模様は主催者のABCテレビジョンにて全米中継された。
ヘッドライナーはディープ・パープルとエマーソン・レイク・アンド・パーマーである。出演順について両グループの関係者はかなり揉めたが、ライティングを重視したエマーソン・レイク・アンド・パーマーが後になった。出演時間を早められて日没前の夕方に登場したディープ・パープルのギタリスト、リッチー・ブラックモアはABCテレビジョンのカメラマンの撮影の仕方に腹を立て、ギターでテレビカメラを破壊し、マーシャル・アンプに火を放ったが、燃料が予定よりも多すぎたので危険な状況だった。彼等は演奏後に器物損壊・消防法などで拘束される恐れがあったため、速やかにヘリコプターで州の外へ逃亡した。カメラの賠償は1万ドルと見積もられ、後にマネージャーが支払った。

## 出演者
以下は出演順による。
- レア・アース (バンド)（英語版）
- アース・ウィンド・アンド・ファイアー
- イーグルス (バーニー・レドン、ランディ・マイズナーを擁する初期ラインナップ)
- シールズ・アンド・クロフツ（英語版）
- ブラック・オーク・アーカンソー（英語版）
- ブラック・サバス (オジー・オズボーン在籍オリジナル・ラインナップ)
- ディープ・パープル (デイヴィッド・カヴァデール、グレン・ヒューズを擁する「第3期」ラインナップ)
- エマーソン・レイク・アンド・パーマー

## 公式音源・映像

### ディープ・パープル
- California Jamming (1996年) ※CD、日本では『カリフォルニア・ジャム 1974』として発売
- Live in California 74 (2005年) ※DVD

### エマーソン・レイク・アンド・パーマー
- 『ビヨンド・ザ・ビギニング』 - Beyond the Beginning (2005年) ※DVD、該当映像を含む編集盤

## カリフォルニア・ジャム 2
1978年3月18日には、カリフォルニア・ジャム2が開催され、エアロスミス、フォリナー、テッド・ニュージェント、ルビコンなどが出演した。